# 半田滋
半田 滋（はんだ しげる、1955年 - ）は、日本の防衛ジャーナリスト。元東京新聞論説兼編集委員。獨協大学非常勤講師。法政大学兼任講師。

## 来歴
栃木県宇都宮市生まれ。下野新聞社を経て、1991年に中日新聞社入社。1993年、防衛庁防衛研究所特別課程修了。1992年より防衛庁取材を担当。
2004年、中国が東シナ海の日中中間線付近に建設を開始した春暁ガス田群をスクープ。2007年、東京新聞と中日新聞で連載の「新防人考」で、第13回平和・協同ジャーナリスト基金賞（大賞）を受賞。2019年よりYouTube番組であるデモクラシータイムスにて『半田滋の眼』に出演。

## 著書
- 『台湾侵攻に巻き込まれる日本 安倍政治の「継承者」、岸田首相による敵基地攻撃・防衛費倍増の真実』あけび書房、2023年10月30日。ISBN 978-4871542401。
- 『パラレル――憲法から離れる安保政策』地平社、2025年4月21日。ISBN 978-4911256152。

## 出演
- 朝まで生テレビ!（テレビ朝日）
- 羽鳥慎一モーニングショー（テレビ朝日）
- 報道ライブ インサイドOUT（日本BS放送）
- デモクラシータイムス（YouTube）
- ポリタスTV（YouTube）
- ビデオニュース・ドットコム